# Heinrich Auspitz
Heinrich Auspitz (1835. – 1886.) bio je austrijski dermatolog. Studirao je na Sveučulištu u Beču, specijalizirao se za područje dermatologije i liječenje sifilisa.
Bio je dio poznate Bečke škole dermatologije, te je radio i učio od poznatih dermatologa toga vremena kao što su, Ernst Wilhelm Ritter von Brücke (1819-1892), Carl Freiherr von Rokitansky (1804-1878), Josef Skoda (1805-1881), Johann Ritter von Oppolzer (1808-1871), i Ferdinand Ritter von Hebra (1816-1880). Od 1863. do 1886. radio je kao profesor dermatologije na Sveučilištu u Beču.  
Auspitz je prvi opisa točkasto krvarenje koje se javlja nakon uklanjanja ljusaka kože zahvaćene psorijazom, koje se po njemu naizva Auspitzov fenomen.